# Trofeo Matteotti 1977
Il Trofeo Matteotti 1977, trentaduesima edizione della corsa, si svolse il 31 luglio 1977 su un percorso di 230 km. La vittoria fu appannaggio dell'italiano Wilmo Francioni, che completò il percorso in 6h25'00", precedendo il connazionale Carmelo Barone e il britannico Phil Edwards.

## Ordine d'arrivo (Top 10)
| Pos. | Corridore        | Squadra        | Tempo    |
| ---- | ---------------- | -------------- | -------- |
| 1    | Wilmo Francioni  | Magniflex      | 6h25'00" |
| 2    | Carmelo Barone   | Fiorella       | s.t.     |
| 3    | Phil Edwards     | Sanson         | s.t.     |
| 4    | Fabrizio Fabbri  | Sanson         | a 0'04"  |
| 5    | Franco Conti     | Zonca          | a 2'00"  |
| 6    | Francesco Moser  | Sanson         | a 2'20"  |
| 7    | Pierino Gavazzi  | Jollj Ceramica | s.t.     |
| 8    | Giuseppe Saronni | Scic Colnago   | s.t.     |
| 9    | Franco Bitossi   | Vibor          | s.t.     |
| 10   | Flavio Miozzo    | Vibor          | s.t.     |